# Dionizy Dreszler
Dionizy Dreszler (ur. 5 października 1891 w Toruniu, zm. w maju 1940 w Katyniu) – polski weterynarz, kapitan rezerwy lekarz weterynarii Wojska Polskiego, ofiara zbrodni katyńskiej.

## Życiorys
Syn Tomasza i Marii z Rejenkowskich. W 1912 ukończył gimnazjum w rodzinnym mieście, a następnie wyjechał do Berlina, gdzie studiował w Wyższej Szkole Weterynaryjnej. Uczestnik I wojny światowej. W 1914 przerwał naukę i został wcielony do armii niemieckiej, gdzie był szeregowcem w 4 Pułku Ułanów im. von Schmidta. Po kilku miesiącach został awansowany na lekarza weterynarii i funkcję tę pełnił do końca wojny. Został odznaczony Krzyżem Żelaznym 2 klasy. 
Po zakończeniu wojny powrócił na studia, 5 września 1919 uzyskał absolutorium i dyplom lekarza weterynarii. Po wyjeździe z Berlina zgłosił się do Armii Wielkopolskiej i został awansowany do stopnia porucznika, był lekarzem weterynarzem w 17 Pułku Ułanów Wielkopolskich, a następnie naczelnym lekarzem weterynarzem frontu wielkopolskiego. Uczestniczył w powstaniu wielkopolskim, a następnie w wojnie polsko-bolszewickiej, gdzie pełnił funkcję oficera do zleceń przy naczelnym lekarzu 3 Armii. Po zakończeniu wojny został awansowany do stopnia kapitana i przeniesiony do rezerwy, zamieszkał w Chojnicach, gdzie objął funkcję powiatowego lekarza weterynarii. 
Zmobilizowany podczas kampanii wrześniowej 1939. Walczył na froncie wschodnim i został ciężko ranny pod Tarnopolem. Po agresji ZSRR na Polskę dostał się do niewoli sowieckiej. Uwięziono go w obozie jenieckim w Kozielsku. W maju 1940 został przewieziony do Katynia (lista wywózkowa 059/1 z maja 1940) i tam zamordowany przez funkcjonariuszy Obwodowego Zarządu NKWD w Smoleńsku oraz pracowników NKWD przybyłych z Moskwy na mocy decyzji Biura Politycznego KC WKP(b) z 5 marca 1940. Ofiary tego mordu grzebano w bezimiennych mogiłach zbiorowych, gdzie od 28 lipca 2000 mieści się oficjalnie Polski Cmentarz Wojenny w Katyniu. W miejscu tym prowadzone były ekshumacje i prace archeologiczne, jednak Dionizy Dreszler nie został zidentyfikowany.

## Upamiętnienie
5 października 2007 minister obrony narodowej Aleksander Szczygło mianował go pośmiertnie na stopień majora. Awans został ogłoszony 9 listopada 2007 w Warszawie, w trakcie uroczystości „Katyń Pamiętamy – Uczcijmy Pamięć Bohaterów”.
13 kwietnia 2016, w ramach akcji „Katyń... pamiętamy” / „Katyń... Ocalić od zapomnienia”, w ogrodzie Pałacu Prezydenckiego został zasadzony Dąb Pamięci poświęconego wszystkim Ofiarom Zbrodni Katyńskiej, certyfikat z numerem 1.